# Rue Paul-Bert (Paris)
Pour les articles homonymes, voir Rue Paul-Bert.
La rue Paul-Bert (anciennement rue Krieger) est une voie du 11e arrondissement de Paris, en France.

## Situation et accès
La rue Paul-Bert est une voie publique située dans le 11e arrondissement de Paris. Elle débute au 10, rue Faidherbe et se termine au 24, rue Chanzy.
Du côté de ses numéros pairs, se trouvent une impasse, l'impasse Charles-Petit, et l'ancienne impasse Cesselin devenue la rue Cesselin lors de la création du jardin de la Folie-Titon à la place de la cité Prost.
Elle mesure 180 mètres de long. 

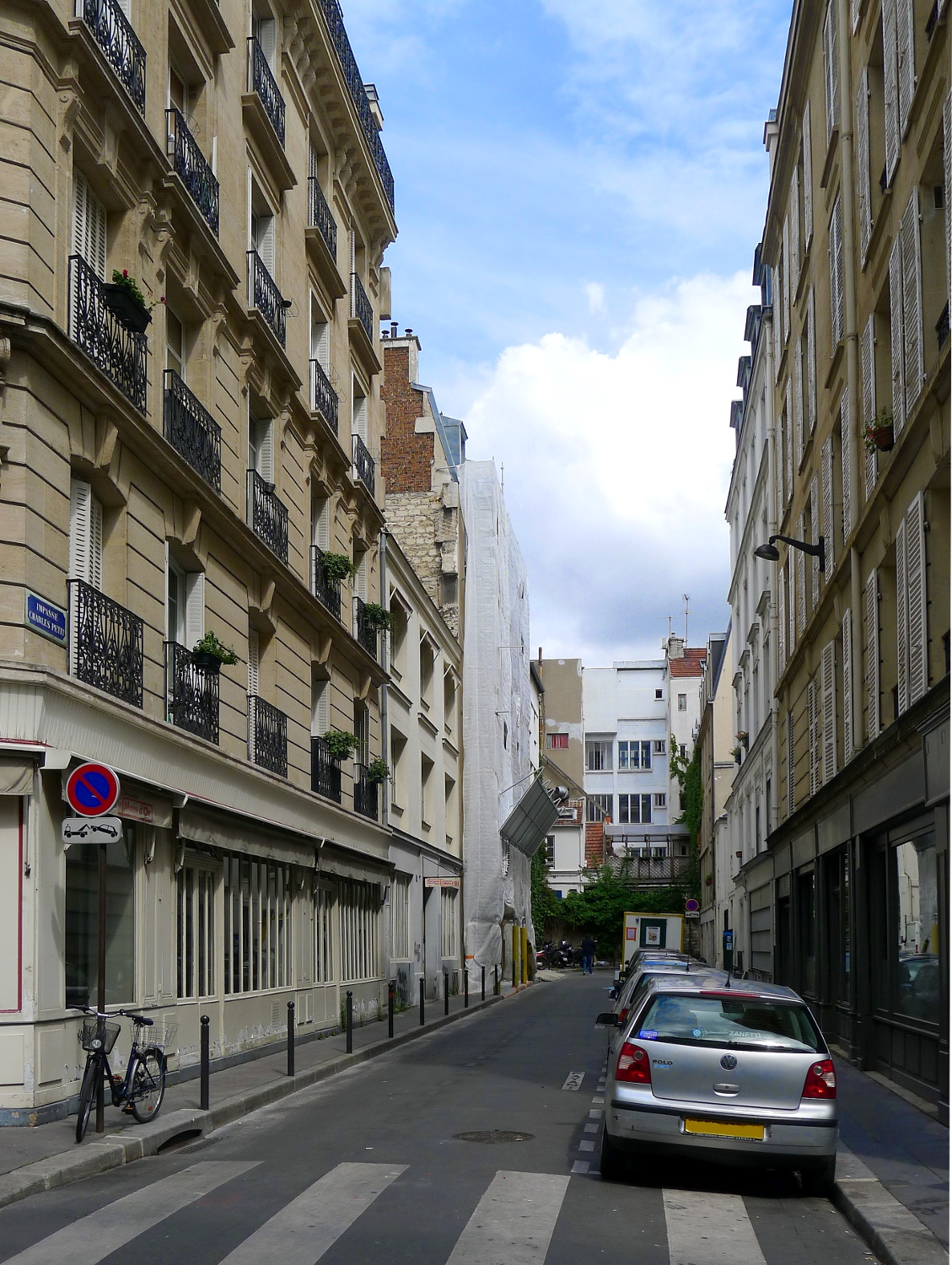
Impasse Charles-Petit.
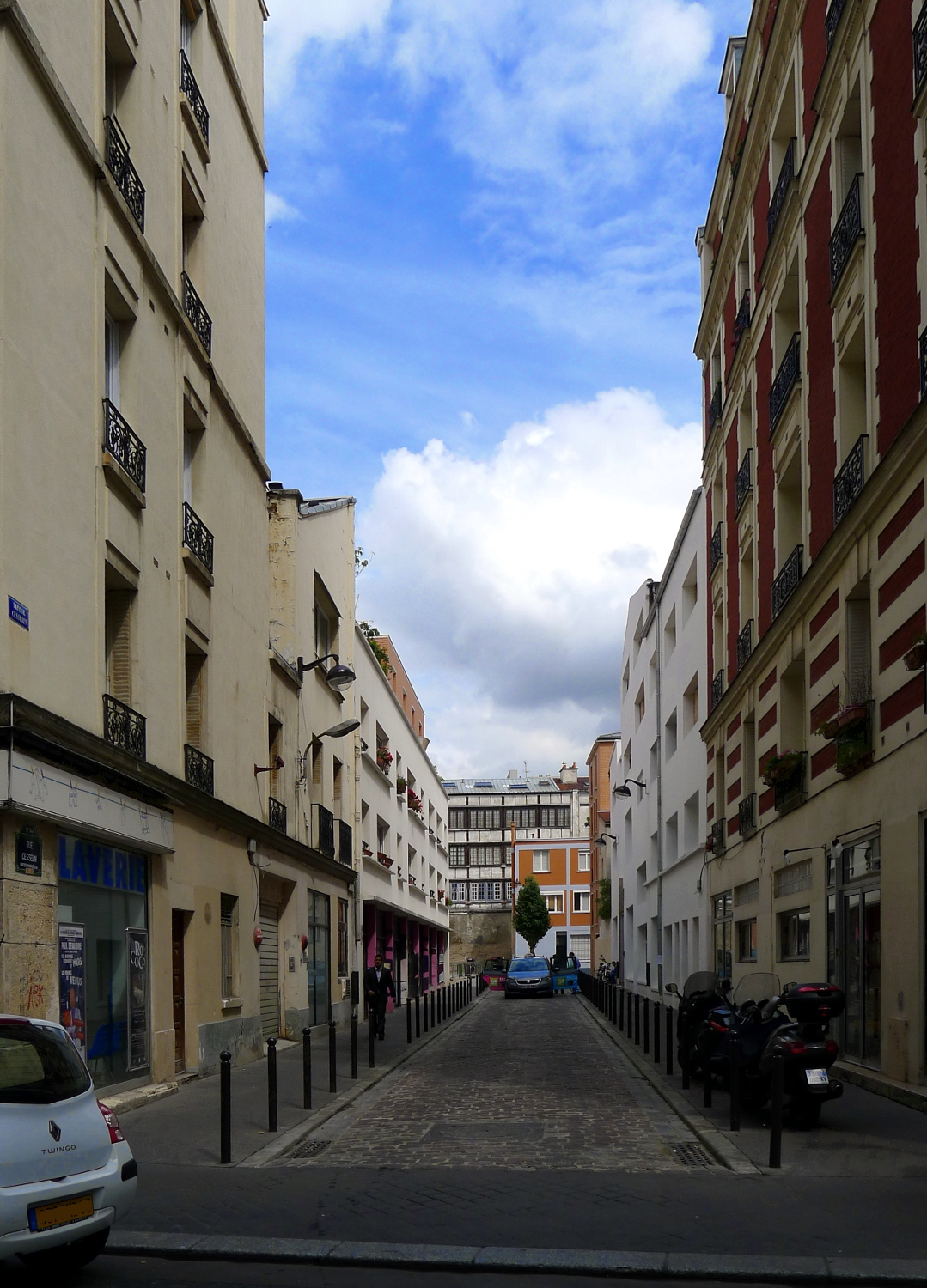
Impasse Cesselin.

## Origine du nom
Elle porte le nom du physiologiste et homme politique français Paul Bert (1833-1886), qui fut gouverneur du Tonkin.

## Historique
La voie est ouverte en 1887 sous le nom de « rue Krieger », d'après le nom du propriétaire des terrains, et prend sa dénomination actuelle par décret du 30 avril 1890.
L'écrivaine Violette Leduc a vécu au no 20.